# Adótitok
Adótitok az adózást érintő tény, adat, körülmény, határozat, igazolás vagy más irat. Az adóhatóság alkalmazottja, volt alkalmazottja, az ellenőrzésbe vagy az eljárásba bevont szakértő és minden más személy, akinek az adatszolgáltatás, -nyilvántartás, -feldolgozás, az ellenőrzés, az adó-megállapítás, az adó és adóelőleg levonás, adóbeszedés, adóvégrehajtás, illetve statisztikai célú felhasználás során feladataival összefüggésben adótitok vagy más titok jut a tudomására, köteles azt megőrizni. Az adóhatóságot a hivatali eljárása során tudomására jutott minden irat, adat, tény, körülmény tekintetében titoktartási kötelezettség terheli.
Megsérti a titoktartási kötelezettséget, aki az adózás, vagy bírósági eljárás során megismert adótitkot, vagy más titkot, – alapos ok nélkül – illetéktelen személy részére hozzáférhetővé teszi, felhasználja, vagy közzéteszi. Az adótitkot alapos okkal használják fel, ha
- adó vagy költségvetési támogatás ellenőrzését, az adóigazgatási eljárás megindítását, lefolytatását, a  megjelölt szervek tájékoztatását szolgálja,
- törvény előírja, vagy megengedi,
- az érintett hozzájárul,
- a vállalkozási tevékenységet folytató adózó nevére, elnevezésére, székhelyére, telephelyére, adószámára vonatkozó adatok megismerésére más adózónak – az őt terhelő adókötelezettség jogszerű teljesítéséhez – vagy állami szervnek, köztestületnek törvényben meghatározott feladata ellátásához van szüksége.

Az adózással összefüggő tényt, adatot, iratot a hivatalos statisztikai szolgálathoz tartozó szervek statisztikai célra felhasználhatják, ha a titoktartási kötelezettség megtartását a feldolgozás során biztosítják és – amennyiben a statisztikáról szóló törvény másként nem rendelkezik – azt a későbbi egyedi azonosításra alkalmatlanná teszik. Az adóhatóság jogosult a hatáskörébe tartozó, adóval kapcsolatos, a titoktartási kötelezettség alá tartozó adatról, tényről, körülményről vagy iratról más adóhatóság (vámhatóság) tájékoztatására, ha az valamely adó (vámteher) vagy adóhiány feltárását, behajthatóságának megállapítását lehetővé teszi vagy valószínűsíti. A tájékoztatás joga a Nyugdíjbiztosítási Alap, az Egészségbiztosítási Alap és az elkülönített állami pénzalap kezelőjét is megilleti az általa kezelt alap javára teljesítendő kötelező befizetéssel összefüggésben. Az Országos Munkaügyi Központot és a megyei (fővárosi) munkaügyi központot a tájékoztatás joga – megkeresés alapján – megilleti arról is, hogy a magánszemélynek a munkanélküli ellátás mellett van-e kereső tevékenységből származó jövedelme, és az meghaladja-e a törvényben meghatározott mértéket.
Az adóhatóság megkeresésre tájékoztatja az adótitokról
- a bíróságot;
- az ügyész által jóváhagyott megkeresésre a nyomozóhatóságot, ha a tájékoztatás a büntetőeljárás megindítása vagy lefolytatása érdekében szükséges;
- a nemzetbiztonsági szolgálat főigazgatója által engedélyezett megkeresés alapján a törvényben meghatározott feladatkörében eljáró nemzetbiztonsági szolgálatot;
- az Állami Számvevőszéket, a Kormányzati Ellenőrzési Irodát, ha a tájékoztatás az ellenőrzéshez;
- a pénzügyminisztert, ha a tájékoztatás az adóztatáshoz, az adóztatás ellenőrzéséhez, felügyeletéhez szükséges.

Az adóhatóság a nyomozó hatóságot a "halaszthatatlan intézkedés" jelzéssel ellátott, külön jogszabályban előírt ügyészi jóváhagyást nélkülöző megkeresésére is köteles tájékoztatni az általa kezelt, az adott üggyel összefüggő, adótitoknak minősülő adatokról.
Ha az adózó adózásával összefüggésben olyan valótlan tényt, adatot vagy valós tényt, adatot megtévesztő módon tett közzé, amely alkalmas arra, hogy az államigazgatás munkájába vetett bizalmat megingassa, az adóhatóság jogosult ennek nyilvánosság előtt történő cáfolatára. Cáfolat közzétételét a felettes szerv véleményének ismeretében a pénzügyminiszter engedélyezi. A döntés előtt az érintettet tájékoztatni kell.  Az adóhatóság – a negyedévet követő 30 napon belül – közzéteszi azoknak az adózóknak a nevét (elnevezését), lakóhelyét, székhelyét, telephelyét, a megállapított adóhiány és jogkövetkezmény összegét, akiknek (amelyeknek) a terhére az előző negyedév során jogerőre emelkedett határozatban magánszemélyek esetében 10 millió, más adózók esetében 100 millió forintot meghaladó összegű adóhiányt állapított meg. E bekezdés alkalmazásában nem tekinthető jogerősnek az adóhatóság határozata, ha a bírósági felülvizsgálat megindítására nyitva álló határidő még nem telt el, illetőleg az adózó által kezdeményezett, a határozat felülvizsgálatára irányuló bírósági eljárás jogerősen nem zárult le.  Az állami adóhatóság folyamatosan nyilvánosságra hozza azoknak az adózóknak a rendelkezésre álló azonosító adatait, akik (amelyek) bejelentkezési kötelezettségüknek nem tettek eleget.